# TER Vallée de la Marne
De TER Vallée de la Marne is een interregionale treindienst in het oosten van Frankrijk.

## Beschrijving
Vanwege de ingebruikname van de LGV Est, koos de SNCF ervoor om te stoppen met exploiteren van de interregionale treinen van het Gare de l'Est in Parijs naar Reims, Épernay, Chalons-en-Champagne en het westen van de regio Lotharingen. Deze beslissing leidde tot een sterke ontevredenheid bij de reizigers.
Daarom hebben de regionale raden van Picardië, Lotharingen en Champagne-Ardenne de handen ineengeslagen en samen een vervangende TER-dienst opgezet: De TER Vallée de la Marne. De dienst rijdt sinds 10 juni 2007.

## Overzicht van de dienst
De TER Vallée de la Marne bestaat uit twee lijnen:
|  |   |   |   |   |  | Station              | Administative regio | Plaatsen                          | Overstappen                           |
|  | - | - | - | - |  | -------------------- | ------------------- | --------------------------------- | ------------------------------------- |
|  |   |   |   | X |  | Bar-le-Duc           | Grand Est           | Bar-le-Duc                        | TER Grand Est TGV                     |
|  |   | X |   |   |  | Saint-Dizier         | Grand Est           | Saint-Dizier                      | TER Grand Est                         |
|  |   |   | X |   |  | Vitry-le-François    | Grand Est           | Vitry-le-François                 | TER Grand Est TGV                     |
|  |   |   | X |   |  | Châlons-en-Champagne | Grand Est           | Châlons-en-Champagne              | TER Grand Est TGV                     |
|  | X |   |   |   |  | Reims                | Grand Est           | Reims                             | TER Grand Est TER Hauts-de-France TGV |
|  | X |   |   |   |  | Rilly-la-Montagne    | Grand Est           | Rilly-la-Montagne                 | TER Grand Est                         |
|  | X | X |   |   |  | Épernay              | Grand Est           | Épernay                           | TER Grand Est                         |
|  | X | X |   |   |  | Dormans              | Grand Est           | Dormans                           | TER Grand Est                         |
|  | X | X |   |   |  | Château-Thierry      | Hauts-de-France     | Château-Thierry Essômes-sur-Marne | TER Grand Est                         |
|  |   | X |   |   |  | Paris-Est            | Île-de-France       | Parijs                            | TER Grand Est TGV                     |

## Materieel
De lijn wordt geëxploiteerd met elektrische locomotieven type BB 15000, diesellocomotieven CC 72100, welke Corail-rijtuigen trekken.